# کن براناگان
کن براناگان (انگلیسی: Ken Branagan; ۲۷ ژوئیهٔ ۱۹۳۰ – ۹ اوت ۲۰۰۸) بازیکن فوتبال اهل بریتانیا بود.
از باشگاه‌هایی که در آن بازی کرده‌است می‌توان به باشگاه فوتبال منچستر سیتی و باشگاه فوتبال اولدهام اتلتیک اشاره کرد.